# 佐々木正広
佐々木 正広（ささき まさひろ）は、日本のアニメーター。

## 参加作品
- タイガーマスク (演出助手)
- ルパン三世 (TV第1シリーズ) (絵コンテ)
- 天才バカボン (コンテ)
- 海のトリトン (コンテ)
- デビルマン (演出)
- 空手バカ一代 (演出助手、コンテ、ディレクター)
- フランダースの犬 (絵コンテ)
- ルパン三世 (TV第2シリーズ) (コンテ)
- 科学冒険隊タンサー5 (絵コンテ)
- 花の子ルンルン (演出、絵コンテ、作画監督)
- 魔法少女ララベル (演出)
- がんばれ元気 (演出、絵コンテ)
- 釣りキチ三平 (絵コンテ)
- じゃりン子チエ (演出)
- 暴れん坊力士!!松太郎 (演出)
- NARUTO -ナルト- 疾風伝 (絵コンテ)
- 映画ドラえもん のび太の宇宙英雄記 (原画)
- パズドラクロス (絵コンテ)
- パズドラ (絵コンテ、作画監督)
- 異世界おじさん (作画監督)
- 戦国妖狐 千魔混沌編 (作画監督)